# (13480) Potapov
(13480) Potapov (1978 PX3) – planetoida z pasa głównego asteroid okrążająca Słońce w ciągu 3,33 lat w średniej odległości 2,23 j.a. Odkryta 9 sierpnia 1978 roku.